# Nhà băng Hominy
Nhà băng Hominy là một trong bốn nhà băng nhỏ được xây theo lối kiến trúc Richardsonian Romanesque trong những năm 1904-1911 ở Hạt Osage, Oklahoma (Hominy xây vào năm 1906, 2 năm sau cuộc oil boom). 3 nhà băng còn lại là Nhà băng Burbank, Nhà băng Bigheart và Nhà băng Osage, Fairfax.
Nhà băng Hominy có tên trong Sổ bộ Địa danh Lịch sử Quốc gia Hoa Kỳ vào năm 1984.